# Diego Cagna
Diego Sebastián Cagna (Buenos Aires, 19 aprile 1970) è un allenatore di calcio ed ex calciatore argentino, di ruolo centrocampista.

## Carriera

### Club
Debutta nel 1988 tra le file dell'Argentinos Juniors. Passa poi nel 1992 all'Independiente, rimanendoci per 4 anni.
Cagna ha giocato per il Boca Juniors dall'Apertura 1996 fino al 1999 quando, a 29 anni e fresco del titolo di Clausura 1999, si trasferì al Villarreal CF, squadra spagnola. Dopo tre stagioni con il Submarino Amarillo, e dopo un breve passaggio all'Atlético Celaya, torna al Boca Juniors nel 2003. Dopo un passato da capitano di squadre importanti come Independiente, Boca Juniors e Villareal, capisce di essere diventato una riserva del Boca e si ritira nel 2005. Ha giocato 255 partite con gli Xeneizes segnando 21 gol.

### Nazionale
Con la Nazionale di calcio argentina ha vinto la Confederations Cup 1992 e ha preso parte alla Copa América 1999.

### Allenatore
Il 29 dicembre 2006, diventa l'allenatore del Tigre in sostituzione di Ricardo Caruso Lombardi passato all'Argentinos Juniors, guadagnando la promozione in Primera División Argentina. Il 14 dicembre 2009 finisce il suo ciclo. Dal 22 aprile 2010 al 13 febbraio 2011 è stato allenatore del Colo-Colo. Il 29 settembre 2011 diventa il nuovo allenatore dei Newell's Old Boys. Il 26 dicembre seguente, dopo aver portato la squadra a un 18º posto finale nel campionato Apertura, lascia l'incarico a Gerardo Martino. Il 29 giugno 2012 diventa allenatore dell'Estudiantes. Il 31 marzo 2013 dopo la sconfitta interna viene esonerato. Il 9 luglio ritorna alla guida del Tigre. L'11 settembre si dimette dall'incarico.

## Palmarès

### Giocatore

#### Club

##### Competizioni nazionali
- Campionato argentino: 4

Boca Juniors: Apertura 1998, Clausura 1999, Apertura 2003, Apertura 2005

##### Competizioni internazionali
- Supercoppa Sudamericana: 2

Independiente: 1994, 1995
- Recopa Sudamericana: 2

Independiente: 1995
Boca Juniors: 2005
- Coppa Libertadores: 1

Boca Juniors: 2003
- Coppa Intercontinentale: 1

Boca Juniors: 2003
- Coppa Sudamericana: 2

Boca Juniors: 2004, 2005

#### Nazionale
- Confederations Cup: 1

1992
- Giochi panamericani: 1

1995

#### Individuale
- Equipo Ideal de América: 1

1998